# Honoria Acosta Sison
Honoria Acosta Sison, född 30 december 1888 i Calasiao, död 1970, var en filippinsk gynekolog. Hon var den första kvinnliga läkaren i Filippinerna.
Efter slutförd gymnasieutbildning i hemlandet flyttade Acosta Sison till USA där hon 1909 avlade medicine doktorsexamen vid Woman's Medical College of Pennsylvania. Efter återkomsten till Filippinerna arbetade hon först på Saint Paul's Hospital i Iloilo City och var därefter verksam vid institutionen för obstetrik och gynekologi vid Filippinernas universitet. Hon blev prefekt för institutionen och professor 1942.
Acosta Sison gav ut en mängd publikationer inom obstetrik och gynekologi och erhöll ett flertal priser och utmärkelser, däribland en medalj från presidenten. År 1980, tio år efter sin död, avbildades hon på ett filippinskt frimärke.